# Plesioneuron myriosorum
Plesioneuron myriosorum är en kärrbräkenväxtart som först beskrevs av Edwin Bingham Copeland, och fick sitt nu gällande namn av Holtt. Plesioneuron myriosorum ingår i släktet Plesioneuron och familjen Thelypteridaceae. Inga underarter finns listade.